# Riu d'Estaon
El riu o noguera d'Estaon és un afluent per la dreta de la Noguera de Cardós, del terme municipal Vall Cardós, a la comarca del Pallars Sobirà.

## Naixement
Neix als Estanys de Campirme (2.339 msnm), en el vessant septentrional del pic de Campirme que li dona nom. Després de la seva formació aboca les seves aigües en l'Estany de Soliguera (2.213 msnm), continuant més avall per la canal que forma la vall i recollint les aigües provinents del vessant oest de la Serra d'Estovarres i del vessant est de la Serra de Campirme, en el Parc Natural de l'Alt Pirineu.

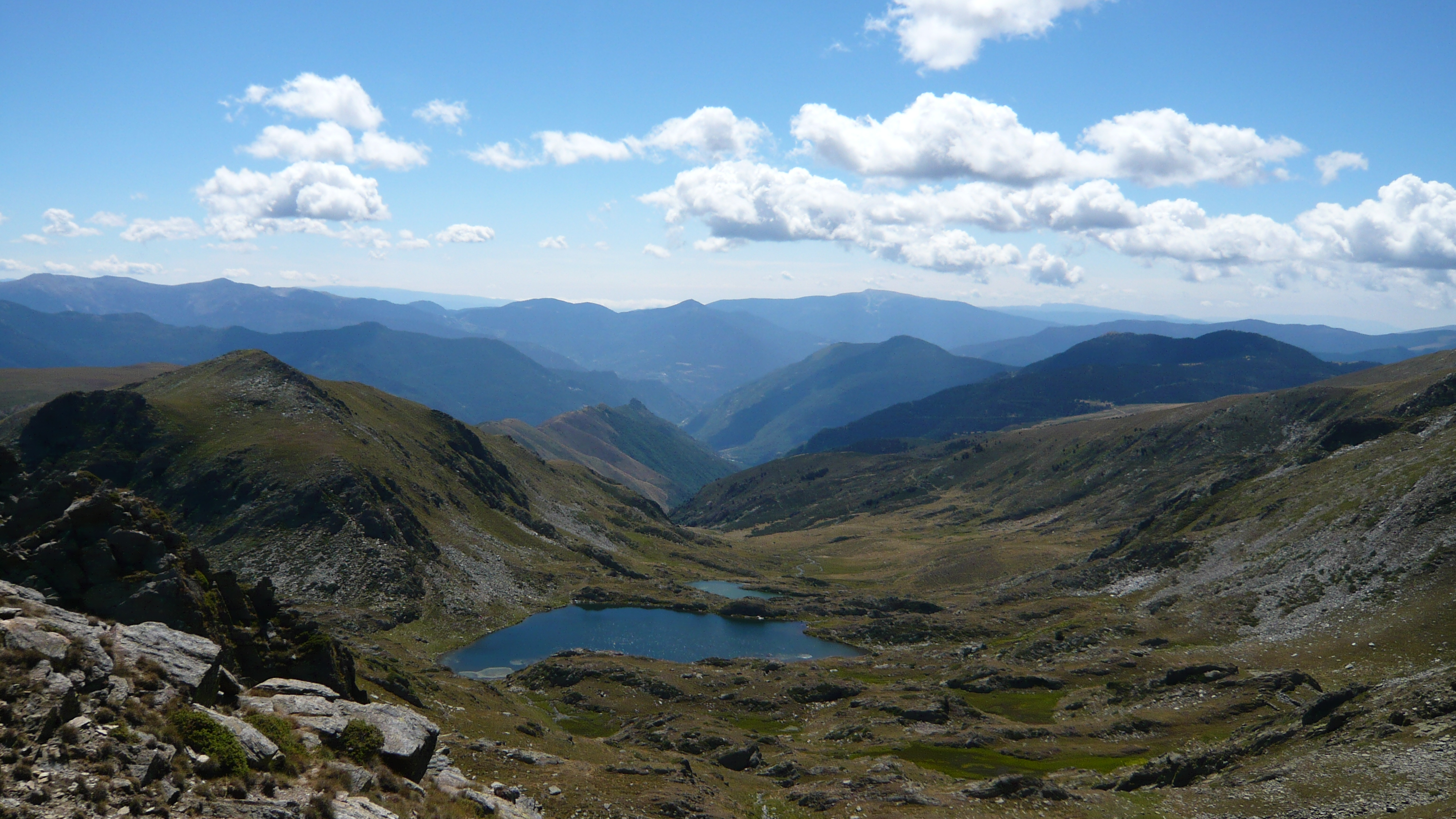
Naixement del Riu d'Estaon

El Noguera d'Estaon passa pel marge de les bordes de Perafita, Clavillats i Nibrós, recollint les aigües del riu de Cardedo. Ja al poble d'Estaon recull, per la dreta, el Barranc de la Mata i a l'alçada de Bonestarre recull les aigües del riu d'Anàs, a part de diversos torrents i llaus de més de curt recorregut.
En el recorregut entre Estaon i Bonestarre hi ha un gran embornal que recull una part del cabal de l'aigua del riu per ser conduït, a través d'un canal subterrani, fins a la central hidroelèctrica de Llavorsí, que forma part del complex hidroelèctric de la Noguera de Cardós, promogut per l'empresa FECSA, entre els anys 1959-1975:
- Central de Llavorsí (Noguera de Cardós)
- Central de Tavascan Superior (Certascans-Romedo)
- i Central de Tavascan Inferior-Montamara (rius de Lladorre, Tavascan i Valferrera).
El riu d'Estaon desemboca a la Noguera de Cardós (925 msnm), del qual és afluent, passant pel costat del càmping de La Borda del Pubill. Al llarg de les seves aigües donava servei a la serradora d'Estaon (avui desapareguda), la serradora d'Anàs (avui desapareguda), el moli-serradora de Casa Amill de Bonestarre i la serradora i central elèctrica de Casa Pubill de Surri.